# Campionati mondiali di nuoto 1991
La 6ª edizione dei campionati mondiali di nuoto si è tenuta a Perth, in Australia, dal 3 al 13 gennaio 1991.
In questa edizione ha fatto il suo debutto il nuoto in acque libere, con la gara dei 25 chilometri maschili e femminili. Sono state disputate per la prima volta anche le gare di tuffi del trampolino da 1 metro, portando il programma della rassegna a 45 gare. Grazie anche alla scomparsa della Germania Est, gli Stati Uniti hanno dominato la competizione conquistando 17 titoli mondiali.

## Medagliere
| Pos.   | Paese            | Oro | Argento | Bronzo | Totale |
| ------ | ---------------- | --- | ------- | ------ | ------ |
| 1      | Stati Uniti      | 17  | 11      | 6      | 34     |
| 2      | Cina             | 8   | 3       | 2      | 13     |
| 3      | Ungheria         | 8   | 2       | 2      | 9      |
| 4      | Germania         | 4   | 9       | 9      | 22     |
| 5      | Australia        | 3   | 5       | 2      | 10     |
| 6      | Paesi Bassi      | 2   | 1       | 1      | 4      |
| 7      | Unione Sovietica | 1   | 3       | 6      | 10     |
| 8      | Canada           | 1   | 3       | 1      | 5      |
| 9      | Italia           | 1   | 2       | 4      | 7      |
| 10     | Spagna           | 1   | 1       | 1      | 3      |
| 11     | Jugoslavia       | 1   | 0       | 0      | 1      |
| 11     | Suriname         | 1   | 0       | 0      | 1      |
| 13     | Giappone         | 0   | 2       | 3      | 5      |
| 14     | Francia          | 0   | 2       | 1      | 3      |
| 15     | Gran Bretagna    | 0   | 1       | 1      | 2      |
| 16     | Svezia           | 0   | 1       | 0      | 1      |
| 17     | Danimarca        | 0   | 0       | 2      | 2      |
| 17     | Polonia          | 0   | 0       | 2      | 2      |
| 19     | Cecoslovacchia   | 0   | 0       | 1      | 1      |
| Totale | Totale           | 45  | 46      | 44     | 135    |

## Nuoto in acque libere

### Uomini
| Evento | Oro          | Perform.   | Argento            | Perform.   | Bronzo        | Perform.   |
| 25 km  | Chad Hundeby | 5h01'45"78 | Sergio Chiarandini | 5h03'18"81 | David O'Brien | 5h08'53"35 |

### Donne
| Evento | Oro                  | Perform.   | Argento     | Perform.   | Bronzo       | Perform.   |
| 25 km  | Shelley Taylor-Smith | 5h21'05"53 | Martha Jahn | 5h25'16"67 | Karen Burton | 5h28'22"74 |

## Nuoto

### Uomini
| Evento               | Oro                                                               | Perform.    | Argento                                                                                  | Perform. | Bronzo                                                                                  | Perform. |
| Stile libero         |                                                                   |             |                                                                                          |          |                                                                                         |          |
| 50 m                 | Tom Jager                                                         | 22"16       | Matt Biondi                                                                              | 22"26    | Gennadij Prigoda                                                                        | 22"62    |
| 100 m                | Matt Biondi                                                       | 49"18       | Tommy Werner                                                                             | 49"63    | Giorgio Lamberti                                                                        | 49"92    |
| 200 m                | Giorgio Lamberti                                                  | 1'47"27     | Steffen Zesner                                                                           | 1'48"28  | Artur Wojdat                                                                            | 1'48"70  |
| 400 m                | Jörg Hoffmann                                                     | 3'48"04     | Stefan Pfeiffer                                                                          | 3'48"86  | Artur Wojdat                                                                            | 3'49"67  |
| 1500 m               | Jörg Hoffmann                                                     | 14'50"36 RM | Kieren Perkins                                                                           | 14'50"58 | Stefan Pfeiffer                                                                         | 14'59"34 |
| Dorso                |                                                                   |             |                                                                                          |          |                                                                                         |          |
| 100 m                | Jeff Rouse                                                        | 55"23       | Mark Tewksbury                                                                           | 55"29    | Martín López-Zubero                                                                     | 55"61    |
| 200 m                | Martín López-Zubero                                               | 1'59"92     | Stefano Battistelli                                                                      | 1'59"98  | Vladimir Sel'kov                                                                        | 2'00"33  |
| Rana                 |                                                                   |             |                                                                                          |          |                                                                                         |          |
| 100 m                | Norbert Rósza                                                     | 1'01"45     | Adrian Moorhouse                                                                         | 1'01"58  | Gianni Minervini                                                                        | 1'01"74  |
| 200 m                | Mike Barrowman                                                    | 2'11"23 RM  | Norbert Rósza                                                                            | 2'12"03  | Nick Gillingham                                                                         | 2'13"12  |
| Farfalla             |                                                                   |             |                                                                                          |          |                                                                                         |          |
| 100 m                | Anthony Nesty                                                     | 53"29       | Michael Gross                                                                            | 53"31    | Vjacheslav Kulikov                                                                      | 53"74    |
| 200 m                | Melvin Stewart                                                    | 1'55"69     | Michael Gross                                                                            | 1'56"78  | Tamás Darnyi                                                                            | 1'58"25  |
| Misti                |                                                                   |             |                                                                                          |          |                                                                                         |          |
| 200 m                | Tamás Darnyi                                                      | 1'59"36     | Eric Namesnik                                                                            | 2'01"98  | Christian Gessner                                                                       | 2'02"36  |
| 400 m                | Tamás Darnyi                                                      | 4'12"36 RM  | Eric Namesnik                                                                            | 4'15"21  | Stefano Battistelli                                                                     | 4'16"50  |
| Staffette            |                                                                   |             |                                                                                          |          |                                                                                         |          |
| 4x100 m stile libero | Stati Uniti Tom Jager Brent Lang Doug Gjertsen Matt Biondi        | 3'17"15     | Germania Peter Sitt Dirk Richter Steffen Zesner Bengt Zikarsky                           | 3'18"88  | Unione Sovietica Gennadij Prigoda Yuriy Bashkatov Veniami Trojanovich Vladimir Tkačenko | 3'18"97  |
| 4x200 m stile libero | Germania Peter Sitt Steffen Zesner Stefan Pfeiffer Michael Gross  | 7'13"50     | Stati Uniti Troy Dalbey Melvin Stewart Daniel Jorgensen Douglas Gjertsen                 | 7'14"87  | Italia Emanuele Idini Roberto Gleria Stefano Battistelli Giorgio Lamberti               | 7'17"18  |
| 4x100 m misti        | Stati Uniti Jeff Rouse Eric Wunderlich Mark Henderson Matt Biondi | 3'39"66     | Unione Sovietica Vladimir Shemetov Dmitrij Volkov Vjacheslav Kulikov Veniami Trojanovich | 3'40"41  | Germania Frank Hoffmeister Christian Poswiat Michael Groß Dirk Richter                  | 3'42"13  |

### Donne
| Evento               | Oro                                                                                | Perform.   | Argento                                                                  | Perform. | Bronzo                                                                   | Perform. |
| Stile libero         |                                                                                    |            |                                                                          |          |                                                                          |          |
| 50 m                 | Yong Zhuang                                                                        | 25"47      | Leigh Fetter Catherine Plewinski                                         | 25"50    | non assegnato                                                            |          |
| 100 m                | Nicole Haislett                                                                    | 55"17      | Catherine Plewinski                                                      | 55"31    | Yong Zhuang                                                              | 55"65    |
| 200 m                | Hayley Lewis                                                                       | 2'00"48    | Janet Evans                                                              | 2'00"67  | Mette Jacobsen                                                           | 2'00"93  |
| 400 m                | Janet Evans                                                                        | 4'08"63    | Hayley Lewis                                                             | 4'09"40  | Suzu Chiba                                                               | 4'11"44  |
| 800 m                | Janet Evans                                                                        | 8'24"05    | Grit Müller                                                              | 8'30"20  | Jana Henke                                                               | 8'30"31  |
| Dorso                |                                                                                    |            |                                                                          |          |                                                                          |          |
| 100 m                | Krisztina Egerszegi                                                                | 1'01"78    | Tünde Szabó                                                              | 1'01"98  | Janie Wagstaff                                                           | 1'02"17  |
| 200 m                | Krisztina Egerszegi                                                                | 2'09"15    | Dagmar Hase                                                              | 2'12"01  | Janie Wagstaff                                                           | 2'13"14  |
| Rana                 |                                                                                    |            |                                                                          |          |                                                                          |          |
| 100 m                | Linley Frame                                                                       | 1'08"81 RM | Jana Dörries                                                             | 1'09"35  | Elena Volkova                                                            | 1'09"66  |
| 200 m                | Elena Volkova                                                                      | 2'29"53    | Linley Frame                                                             | 2'30"02  | Jana Dörries                                                             | 2'30"14  |
| Farfalla             |                                                                                    |            |                                                                          |          |                                                                          |          |
| 100 m                | Qian Hong                                                                          | 59"68      | Xiaohong Wang                                                            | 59"81    | Catherine Plewinski                                                      | 59"88    |
| 200 m                | Summer Sanders                                                                     | 2'09"94    | Rie Shuto                                                                | 2'11"06  | Hayley Lewis                                                             | 2'11"09  |
| Misti                |                                                                                    |            |                                                                          |          |                                                                          |          |
| 200 m                | Lin Li                                                                             | 2'13"40    | Summer Sanders                                                           | 2'14"06  | Daniela Hunger                                                           | 2'16"16  |
| 400 m                | Lin Li                                                                             | 4'41"45    | Hayley Lewis                                                             | 4'41"46  | Summer Sanders                                                           | 4'43"41  |
| Staffette            |                                                                                    |            |                                                                          |          |                                                                          |          |
| 4×100 m stile libero | Stati Uniti Nicole Haislett Julie Cooper Whitney Hedgepeth Jenny Thompson          | 3'43"26    | Germania Simone Osygus Kerstin Kielgass Karin Seick Manuela Stellmach    | 3'44"37  | Paesi Bassi Marianne Muis Inge De Bruijn Mildred Muis Karin Brienesse    | 3'45"05  |
| 4×200 m stile libero | Germania Kerstin Kielgass Manuela Stellmach Dagmar Hase Stephanie Ortwig           | 8'02"56    | Paesi Bassi Marianne Muis Manon Masseurs Mildred Muis Karin Brienesse    | 8'05"56  | Danimarca Gitta Jensen Berit Puggaart Annette Poulsen Mette Jacobsen     | 8'07"97  |
| 4×100 m misti        | Stati Uniti Janie Wagstaff Tracey McFarlane Crissy Ahmann-Leighton Nicole Haislett | 4'06"51    | Australia Nicole Livingstone Linley Frame Susie O'Neill Karen van Wirdum | 4'08"04  | Germania Svenja Schlicht Jana Doerries Susanne Mueller Manuela Stellmach | 4'10"50  |

## Tuffi

### Uomini
| Evento          | Oro             | Perform. | Argento     | Perform. | Bronzo            | Perform. |
| Trampolino 1m   | Edwin Jongejans | 588.51   | Mark Lenzi  | 578.22   | Wang Yijie        | 577.86   |
| Trampolino 3m   | Kent Ferguson   | 650.25   | Tan Liangde | 643.95   | Albin Killat      | 619.77   |
| Piattaforma 10m | Sun Shuwei      | 626.76   | Xiong Ni    | 603.81   | Giorgi Chogovadze | 580.68   |

### Donne
| Evento          | Oro        | Perform. | Argento        | Perform. | Bronzo             | Perform. |
| Trampolino 1m   | Gao Min    | 478.26   | Wendy Lucero   | 467.82   | Heidemarie Bártová | 449.76   |
| Trampolino 3m   | Gao Min    | 650.25   | Irina Laško    | 643.95   | Brita Baldus       | 619.77   |
| Piattaforma 10m | Fu Mingxia | 449.67   | Elena Mirošina | 422.25   | Wendy Williams     | 412.47   |

## Nuoto Sincronizzato
| Evento  | Oro                                         | Perform. | Argento                             | Perform. | Bronzo                           | Perform. |
| Solo    | Sylvie Fréchette                            | 201.013  | Kristen Babb                        | 196.314  | Mikako Kotani                    | 195.110  |
| Duo     | Stati Uniti Karen Josephson Sarah Josephson | 199.762  | Giappone Ako Takayama Mikako Kotani | 194.307  | Canada Kathy Glen Lisa Alexander | 192.649  |
| Squadra | Stati Uniti                                 | 196.144  | Canada                              | 193.269  | Giappone                         | 189.753  |

## Pallanuoto
| Evento                  | Oro         | Argento | Bronzo      |
| T. Maschile (Dettagli)  | Jugoslavia  | Spagna  | Ungheria    |
| T. Femminile (Dettagli) | Paesi Bassi | Canada  | Stati Uniti |